# نورلینو
نورلینو (به لاتین: Nurlino) یک منطقهٔ مسکونی در روسیه است که در باشقیرستان واقع شده‌است.